# Bang Eun-jin
Pour les articles homonymes, voir Bang.
Dans ce nom coréen, le nom de famille, Bang, précède le nom personnel.
Bang Eun-jin (hangeul : 방은진) est une actrice et réalisatrice sud-coréenne née le 5 août 1965 à Séoul (Corée du Sud).

## Filmographie

### Comme actrice
- 1994 : Taebak Mountains (Taebek sanmaek), de Im Kwon-taek
- 1995 : Samgong-il samgong-i, de Park Cheol-su
- 1996 : Farewell My Darling (Haksaeng bukgun shinwi), de Park Cheol-su
- 1996 : 7 Reasons Why Beer Is Better Than a Lover (Maegjuga aeinboda joheun 7gaji iyu), réalisé par sept réalisateurs différents
- 1996 : Do You Believe in Jazz? (Neohuiga jazzreul midneunya), de Oh Il-hwan
- 1997 : Push! Push! (Sanbuingwa), de Park Cheol-su
- 1998 : Rub Love, de Lee Seo-gun
- 1998 : Birdcage Inn (Paran daemun), de Kim Ki-duk
- 1999 : The Wooden Closet, de Kim Jin-han (court-métrage de 24 minutes)
- 1999 : The Uprising (Lee Jae-sueui nan), de Park Kwang-su
- 2000 : Black Hole (Gumyeong), de Kim Guk-hyeong
- 2000 : Subrosa, de Helen Lee (court-métrage de 22 minutes tourné au Canada en anglais)
- 2001 : Adresse inconnue (Suchwiin bulmyeong), de Kim Ki-duk
- 2001 : Scent of Love (Ipsae), de Lee Jeong-Wuk
- 2001 : Leaf, de Kim Jeong-sik
- 2002 : My Beautiful Days (24), de Im Jong-jae
- 2002 : Road Movie (Rodeu-mubi), de Kim In-sik
- 2003 : Bidioleul boneun namja, de Kim Hak-sun
- 2021 : The Book of Fish

### Comme réalisatrice
- 2005 : Princess Aurora (Orora gongju)
- 2013 : Way Back Home
- 2017 : Method

## Récompenses
- Prix du meilleur second rôle féminin lors des Grand Bell Awards 2002 pour Adresse inconnue